# Mesoleius incisus
Mesoleius incisus là một loài tò vò trong họ Ichneumonidae.